# Agnioides striatopunctatus
Agnioides striatopunctatus is een keversoort uit de familie van de boktorren (Cerambycidae). De wetenschappelijke naam van de soort werd voor het eerst geldig gepubliceerd in 1956 door Stephan von Breuning.